# Most Tintagel
Most Tintagel – most pieszy znajdujący się w miejscowości Tintagel, w północnej Kornwalii (Anglia), wiodący do zamku w Tintagel. Jego koncepcja została stworzona w 2015 roku przez Ney & Partners Civil Engineers oraz William Matthews Associates.

## Historia mostu
W średniowieczu mieszkańcy zamku, który był związany z legendami o Królu Arturze, używali wąskiego pomostu lądowego łączącego blisko położone szczyty. Przejście uległo zniszczeniu między XIV a XVII wiekiem, ograniczając dostęp do budowli. Nowy most, który został oddany do użytku 11 sierpnia 2019 roku, znajduje się w tym samym miejscu, co jego średniowieczny poprzednik.

## Architektura
W 2015 roku odbył się konkurs na projekt mostu, który wygrali Ney & Partners Civil Engineers and William Matthews Associates. Konstrukcja jest wysoka na 4,4 m w miejscu przymocowania do skalnej ściany. Grubość kładki mostu zmniejsza się do 175 mm w środku, z przerwą dylatacyjną między połową kontynentalną i wyspową. Wąska szczelina między nimi reprezentuje przejście między stałym lądem a wyspą. Architekci mostu stwierdzili 
Kluczową kwestią było udane i harmonijne wkomponowanie nowego mostu w krajobraz. Wierzyliśmy, że choć projekt powinien być na miarę naszych czasów, powinien być również ponadczasowy. Ta mieszanka pewności i harmonii odzwierciedlałaby surowy charakter otaczającego krajobrazu oraz kruchość historycznych pozostałości i ekologii.

## Budowa mostu
Przed rozpoczęciem prac przeprowadzono serię badań geotechnicznych, aby upewnić się, że skała macierzysta jest w stanie wszystko utrzymać. Jednym z ważniejszych elementów budowy, było dostarczenie dużych materiałów budowlanych do ruin zamku znajdujących się na klifie. Po wykonaniu kilku prac z powietrza przy użyciu helikopterów, zainstalowano 
na miejscu dźwig linowy do transportu sprzętu i budowy fundamentów. 
W międzyczasie firma produkująca stal z siedzibą w Plymouth rozpoczęła prace nad stalowymi sekcjami mostu. Łącznie wykonano ich 18, aby stworzyć 70-metrową kładkę. Po testach w warsztacie sekcje zostały przewiezione do zamku i wpasowane na swoje miejsce, odtwarzając historyczne połączenie pomiędzy stałym lądem a wyspą. Oficjalne otwarcie mostu miało miejsce 11 sierpnia 2019 r.

## Turystyka
Według statystyk English Heritage, po moście przechodzi około 250 000 odwiedzających rocznie.